# Robin Chase
Robin Chase est une femme d'affaires américaine active dans le milieu des transports. Elle est cofondatrice et présidente de Zipcar, une société d'autopartage. Elle est également fondatrice et ancienne présidente de Buzzcar, un service d'autopartage pair-à-pair, acquis par Drivy. Elle a aussi été à l'origine du site GoLoco.org, une compagnie de partage de transport. Elle est cofondatrice et présidente exécutive de Veniam, une entreprise de réseaux de communication entre véhicule. 